# Bitter & Sweet (音楽ユニット)
Bitter & Sweet（ビタースウィート）は、田﨑あさひと長谷川萌美による日本の2人組音楽ユニット。「&」は発音しない。略称はビタスイ。
所属レコード会社はアップフロントワークス。所属事務所はアップフロントクリエイト。2025年5月31日をもって活動終了。

## メンバー
田﨑あさひ（たさき あさひ）

ピアノ・ボーカル担当（ときどきアコースティックギターも担当）。
1995年11月20日生まれ（29歳）。長崎県長崎市出身。血液型O型。
『第2回FOREST AWARD NEW FACE オーディション』グランプリ受賞（2012年3月）。
特技：空手（6歳から16歳まで）、合気道（6歳から11歳まで）
好きな色：白、水色、緑（淡い色が好き）（MSMW公式ペンライトは白）
好きな食べ物：ネギがたくさんのうどん、素うどん
好きな音楽：RADWIMPS、味噌汁's、ボン・ジョヴィ、民謡（カラオケで歌う）

長谷川萌美（はせがわ もえみ）

ボーカル担当（ときどきタンバリン、アコースティックギターも担当）。
1994年4月2日生まれ（31歳）。新潟県長岡市出身。血液型A型。
『第3回FOREST AWARD NEW FACE オーディション』グランプリ受賞（2013年7月）。
特技：書道7段（中学生のとき）、フレディ・マーキュリーなりきりカラオケ（モエミー・マーキュリー）
好きな色：赤（MSMW公式ペンライトは赤）
好きな食べ物：酢の物
好きな音楽：クイーン、デヴィッド・ボウイ、テイラー・スウィフト
デビュー前、高校2年生のときに出場した2011年5月8日放送の『NHKのど自慢』（新潟県魚沼市）で木村弓の「いつも何度でも」を歌い、チャンピオンになったことがある。

## 略歴
2012年
- 3月25日、田﨑あさひが『第2回FOREST AWARD NEW FACE オーディション』でグランプリを受賞[15]。

2013年
- 7月21日、長谷川萌美が『第3回FOREST AWARD NEW FACE オーディション』でグランプリを受賞[16]。
- 12月13日、ソロ歌手として活動していた田﨑あさひがユニットを結成することを発表[17]。
- 12月20日、田﨑あさひのパートナーが長谷川萌美であることを発表[18]。
- 12月27日、ユニット名「Bitter & Sweet」（ビタースウィート）を発表[19]。
- 12月31日、『Hello! Project COUNTDOWN PARTY 2013 〜GOOD BYE & HELLO!〜』（中野サンプラザ）でお披露目。

2014年
- 1月18日 - 2月23日、『MUSIC FESTA Vol.2』（5会場5公演）に出演。
- 3月19日、DVDデビューシングル『Bitter & Sweet/インストール』を発売。
- 4月15日 - 7月24日、『LoVendoЯ LIVE TOUR 2014 SprinteЯ 〜Bitter & Sweet〜』（13会場18公演）に出演[20][21]。
- 9月3日、2nd DVDシングル『誰にもナイショ/月蝕』を発売。
- 12月31日、『Hello! Project COUNTDOWN PARTY 2014 〜GOOD BYE & HELLO!〜』（オリックス劇場・神戸国際会館こくさいホール）に出演。

2015年
- 1月27日、『Bitter & Sweet公式YouTubeチャンネル』を開設。
- 2月11日、3rdシングル『恋愛WARS/恋心』を発売。
- 3月14日、FM PORTで初のラジオ特別番組『FM PORT ホワイトデースペシャル Bitter & Sweetの恋愛WARS〜酸いも甘いも』が放送。
- 4月3日、FM長崎で初のレギュラーラジオ番組『Bitter & SweetのPOP'n Music』が放送開始[22]。
- 4月18日 - 5月15日、『MUSIC FESTA Vol.3』（5会場5公演）に出演。
- 5月10日 - 17日、初のワンマンライブツアー『Bitter & Sweet 1st SHOWCASE』（長崎・東京・新潟、3会場4公演）を開催[23]。
- 8月16日、『Bitter & Sweet 2nd SHOWCASE』（GARRET udagawa、2公演）を開催。
- 10月4日、FM PORTで『Bitter & SweetのGOLDEN SOUNDay♪』が放送開始[24]。
- 11月20日、『Bitter & Sweet 3rd SHOWCASE another edition -ASAHI TASAKI Birthday LIVE-』（大塚Deepa、2公演）を開催。田﨑あさひが初めて作詞・作曲した「蕾」（つぼみ）を初披露[25]。
- 12月13日 - 28日、『Bitter & Sweet 3rd SHOWCASE』（東名阪＋長崎、4会場5公演）を開催[注 1]。1stミニアルバムを先行発売。
- 12月23日、1stミニアルバム『＃ビタスイ』を一般発売。
- 12月26日、初のアコースティックライブ『Bitter & Sweet Twinkle Show 〜White & Red〜』（ラドンナ原宿、2公演）を開催。
- 12月31日、『Hello! Project COUNTDOWN PARTY 2015 〜GOOD BYE & HELLO!〜』第2部（中野サンプラザ）および『LoVendoЯ COUNT DOWN LIVE 2015 〜TogetheЯ!〜』（表参道GROUND）に出演。

2016年
- 2月28日、『Bitter & Sweet Twinkle Show』（ラドンナ原宿、2公演）を開催。
- 3月5日 - 4月9日、『ラベビタEX ライブツアー 2016春』（4会場6公演）を開催[26][27]。LoVendoЯの岡田万里奈、魚住有希、宮澤茉凜と合同ユニットを組み、ライブツアーを回った。
- 3月6日、『Bitter & Sweet 3rd SHOWCASE 新潟公演』（柳都SHOW!CASE!!）を開催。
- 7月6日、「新潟味のれん本舗」のTVCF出演決定を発表[28]。
- 7月24日、『Bitter & Sweet SUMMER LIVE 2016 〜夏の暑さに、vitamin sweet! #ビタスイ〜』（ラドンナ原宿、2公演）を開催。
- 9月2日 - 30日、BSNラジオで9月限定の特別番組『Bitter & SweetのTurn Up』が放送（全5回）。
- 11月20日、『Bitter & Sweet ASAHI TASAKI Birthday Live 〜月下美人のラプソディー〜』（渋谷CYCLONE、2公演）を開催。
- 12月2日、SHOWROOMで『Bitter & Sweet ROOM』を初配信。
- 12月10日、『Bitter & Sweet WINTER LIVE 2016 〜表裏一体〜』（ラドンナ原宿、2公演）を開催。
- 12月31日、初の単独カウントダウンライブ『Bitter & Sweet Countdown Acoustic Live 2016→2017』（Com.Cafe 音倉）を開催。

2017年
- 2月17日、『Bitter & SweetオフィシャルFacebookページ』を開設。
- 2月18日、『Bitter & Sweet LIVE 2017 〜光〜』（青山RizM、2公演）を開催。5月17日にメジャーデビューすることを発表[29]。
- 3月9日、SHOWROOMで『Bitter & Sweet ROOM』を配信（2回目）。翌週16日からレギュラー配信開始。
- 4月1日、『Bitter & Sweet MOEMI HASEGAWA Birthday Live 2017 〜萌ゆる花束をあなたに〜』（aube shibuya、2公演）を開催。
- 5月5日 - 26日、Radio NEOで『HELLO! DRIVE! -ハロドラ-』の5月のマンスリーDJを担当（全4回）。
- 5月17日、1stメジャーシングル『幸せになりたい。/写真には残らないシュート』でPICCOLO TOWNレーベルからメジャーデビュー。
- 7月27日・9月3日、『Lily's Blow × Bitter & Sweet ツーマンライブ』（2会場2公演）を開催。
- 8月13日 - 9月2日、『Bitter & Sweet BAND TOUR 2017 〜はじまりの夏〜』（東名阪＋新潟、4会場5公演）を開催[30]。
- 11月12日 - 翌年2月24日、『Bitter & Sweet BAND TOUR 2017-2018 〜ORION〜』（7会場7公演）を開催[31]。
- 11月20日、『Bitter & Sweet ASAHI TASAKI Birthday Live 2017 〜あい〜』（恵比寿天窓.switch）を開催。
- 12月31日、『Bitter & Sweet 大感謝祭 '17→'18 〜びたすいのまつり〜』（初台The DOORS）を開催[32]

2018年
- 4月2日、『Bitter & Sweet MOEMI HASEGAWA Birthday Live 2018 〜萌ゆる花束をあなたに〜』（恵比寿天窓.switch）を開催。
- 4月4日、TBSラジオ系列でFine!!アーティスト水曜日『まことの酸いも甘いも』が放送開始（アシスタントとしてレギュラー出演）[33]。
- 4月7日・8日、南海放送・SBSラジオ・IBCラジオ・NBCラジオ・NBCラジオ佐賀・BSNラジオで『松原健之・Bitter & Sweetの音茶メロらじお』が放送開始[34]。
- 5月26日、定期的なファンミーティング『Bitter & Sweet monthly fan meeting』（Com.Cafe 音倉）を初開催。
- 7月14日・16日、『Bitter & Sweet SUMMER LIVE 2018 〜しゅわ しゅわっ!!〜』（東京・大阪、2会場2公演）を開催[35]。

2019年
- 3月27日、2ndメジャーシングル『遠いところへ行くのでしょう/ラブストーリーは始まらない』をリリース。

2020年
- コロナ禍によりライブ活動を自粛、SNSを通じて情報発信を継続。
- 8月22日、『Bitter & Sweet EVENT Vol.19,20』（Com.Cafe 音倉）にてライブ活動を再開。
- 10月11日、『Heart to Heart 2020 ～Covers～』（名古屋市芸術創造センター）に初参加。
- 11月11日、3rdメジャーシングル『だけど会いたい』をリリース。
- 12月13日、『浅草国際通りイルミネーションセール2020 ウィンターミュージックステージ』に参加。
- 12月31日、『Hello! Project Year-End Party 2020 〜GOOD BYE & HELLO ! 〜』（中野サンプラザ）に参加。

2021年
- 1月31日、『M-line Special 2021 〜Make a Wish!〜』（セルリアンタワーボールルーム）に初参加。
- 5月23日、『岩下の新生姜 × Bitter ＆ Sweet アコースティックライブ』を初開催。
- 12月12日、『浅草国際通りイルミネーションセール2021 ウィンターミュージックステージ』に参加。

2022年
- 1月11日、『小片リサ「bon voyage!」in COTTON CLUB』に初参加。
- 3月5日、『M-line Special 2022 〜My Wish〜』（静岡市民文化会館 中ホール）に初参加。
- 4月6日、4thメジャーシングル『ラブストーリーは始まらない (2022)』をリリース。
- 10月6日、『RISA OGATA CONCERT 2022「Coeur à coeur」』に初参加。同公演にて田﨑作詞「私が飛行機を嫌いな理由」を初披露。
- 10月7日、『長岡 米百俵フェス 〜花火と食と音楽と〜 2022[36]』に初参加。同公演にて長谷川作詞「雪と花火」を初披露。
- 12月4日、『浅草国際通りイルミネーションセール2022 ウィンターミュージックステージ』に参加。

2023年
- 6月11日、オフィシャルファンクラブ『&』開設[37]。
- 7月19日、最終（4th）インディーズシングル『私が飛行機を嫌いな理由/雪と花火』をリリース。

2024年
- 6月6日、過去にリリースした全楽曲を翌7日より各サブスクリプション型（定額制）音楽ストリーミングサービスで配信開始することを発表[38]。
- 10月23日、最終（5th）メジャーシングル『29歳』をリリース[39]。

2025年
- 4月7日、同年5月31日をもってユニットの活動を終了し、田﨑は6月末に所属事務所を退社、長谷川は所属事務所に残留し、ソロで活動を継続していくことを発表した[1][2]。
- 5月31日、ラストライブ『Bitter & Sweet LIVE QUEST 2025 〜ぼうけんのしょ〜』（LIVE STAGE GUILTY）を開催し活動終了。

## 作品

### 未音源化楽曲
- もう一度
- No!!（ネット配信番組『アプカミ』の楽曲制作コーナー「Song+You」から生まれた楽曲。詞や曲が一部異なる初期バージョンが存在する。）
- 世界で一番綺麗な夜（SHOWROOMの企画から生まれた楽曲。）
- サマドリ！（SHOWROOMの企画から生まれた楽曲。）
- はじまりの予感
- ゆらゆら
- 涙色のメロディー - 山崎あおい提供曲（Bitter & Sweet 大感謝祭 '17→'18 ～びたすいのまつり～」にて初披露[40]）
- ずっと（長谷川作詞・田﨑作曲、「Bitter & Sweet Summer Live 2021」にて初披露）
- 目指したのは（田﨑作詞・長谷川作曲、「Bitter & Sweet LIVE TOUR 2024 〜青に染める〜」にて初披露）

## ライブ・イベント

### ファンミーティング
| 年     | 日程     | 公演名                                                                        | 規模・会場                   |
| ------ | -------- | ----------------------------------------------------------------------------- | ---------------------------- |
| 2018年 | 5月26日  | Bitter & Sweet monthly fan meeting vol.1                                      | Com.Cafe 音倉（東京・2公演） |
| 2018年 | 6月16日  | Bitter & Sweet monthly fan meeting vol.2                                      | Com.Cafe 音倉（東京・2公演） |
| 2018年 | 7月29日  | Bitter & Sweet monthly fan meeting vol.3                                      | Com.Cafe 音倉（東京・2公演） |
| 2018年 | 8月18日  | Bitter & Sweet monthly fan meeting vol.4 ～夏休み～                           | Com.Cafe 音倉（東京・2公演） |
| 2018年 | 10月28日 | Bitter & Sweet monthly fan meeting vol.5 ～音楽の秋～                         | Com.Cafe 音倉（東京・2公演） |
| 2018年 | 12月23日 | Bitter & Sweet monthly fan meeting vol.6 ～イヴ・イヴ～                       | Com.Cafe 音倉（東京・2公演） |
| 2019年 | 1月26日  | Bitter & Sweet monthly fan meeting vol.7 ～今年も、よろしくお願いします！！～ | Com.Cafe 音倉（東京・2公演） |
| 2019年 | 2月23日  | Bitter & Sweet monthly fan meeting vol.8 ～アフター・バレンタイン～           | Com.Cafe 音倉（東京・2公演） |

### 岩下の新生姜ミュージアム × Bitter & Sweet ～アコースティックライブ～
「岩下の新生姜ミュージアム × Bitter & Sweet ～アコースティックライブ～」は、メンバーの田﨑あさひが自身のブログに「初めてピンク色の生姜を美味しいと感じてしまいました…」と岩下の新生姜との出会いをつづって、ブログ記事をツイートしたところ、岩下社長の目に留まったことによりコラボが実現したものである。
開催場所は「岩下の新生姜ミュージアム(栃木県栃木市)」で行われており、田﨑がシーズンごとにライブを行いたいと岩下社長に願い出たことにより、季節単位で開催されている。
| 年     | 日程     | 公演名                                                                                          | 備考                                      |
| ------ | -------- | ----------------------------------------------------------------------------------------------- | ----------------------------------------- |
| 2021年 | 5月23日  | 岩下の新生姜 × Bitter & Sweet アコースティックライブ                                            | 初回                                      |
| 2021年 | 8月28日  | 岩下の新生姜 × Bitter & Sweet アコースティックライブ Vol.2 ～Summer～                           |                                           |
| 2021年 | 10月23日 | 岩下の新生姜 × Bitter & Sweet アコースティック ライブ Vol.3 ～Autumn～                          |                                           |
| 2022年 | 3月26日  | 岩下の新生姜 × Bitter & Sweet アコースティックライブ Vol.4 ～Winter～                           | 当初は1月29日予定が新型コロナの影響で延期 |
| 2022年 | 5月22日  | 岩下の新生姜 × Bitter & Sweet メジャーデビュー5周年記念 アコースティックライブ Vol.5 ～Spring～ | メジャーデビュー5周年記念                 |
| 2022年 | 7月10日  | 岩下の新生姜 × Bitter & Sweet アコースティックライブ Vol.6 ～Summer～                           |                                           |
| 2022年 | 9月17日  | 岩下の新生姜 × Bitter & Sweet アコースティックライブ Vol.7 ～Autumn～                           |                                           |
| 2022年 | 12月10日 | 岩下の新生姜 × Bitter & Sweet アコースティックライブ Vol.8 ～Winter～                           |                                           |
| 2023年 | 3月18日  | 岩下の新生姜 × Bitter & Sweet アコースティックライブ Vol.9 ～Spring～                           |                                           |
| 2023年 | 7月8日   | 岩下の新生姜 × Bitter & Sweet アコースティックライブ Vol.10 ～Summer～                          | 10回記念                                  |
| 2023年 | 10月14日 | 岩下の新生姜 × Bitter & Sweet アコースティックライブ Vol.11 ～Autumn～                          |                                           |
| 2023年 | 12月17日 | 岩下の新生姜 × Bitter & Sweet ライブ Vol.12 ～Winter～                                          | 「アコースティック」の表記が無くなる      |
| 2024年 | 5月11日  | 岩下の新生姜 × Bitter & Sweet ライブ Vol.13 ～Spring～                                          |                                           |
| 2024年 | 8月24日  | 岩下の新生姜 × Bitter & Sweet ライブ Vol.14 ～Summer～                                          |                                           |
| 2024年 | 12月14日 | 岩下の新生姜 × Bitter & Sweet ライブ Vol.15 ～Merry Christmas～                                 |                                           |
| 2025年 | 3月15日  | 岩下の新生姜 × Bitter & Sweet ライブ Vol.16 ～Spring～                                          |                                           |

### MUSIC FESTA
アップフロントグループ所属アーティストによる音楽フェス。中島卓偉をはじめ、渡瀬マキ、松原健之、LoVendoЯ、エリック・フクサキ、Bitter & Sweet、モーニング娘。OGなどが出演。『MUSIC FESTA Vol.1』（2013年）以前はソロで活動していた田﨑あさひのみが出演。
『MUSIC FESTA Vol.2』においてBitter & Sweetは自身のパフォーマンスのほか渡瀬マキや藤本美貴のコーラスにも参加した。

## 出演

### テレビ
- NHK
  - 発掘!お宝ガレリア（2016年5月12日・6月11日）
- 長崎国際テレビ
  - あさじげ×ZIP!（2014年4月26日）
  - MUSIC PROGRAM AIR（2015年2月16日）
- テレビ東京
  - The Girls Live（2014年5月1日・15日・8月28日・9月4日・11月27日・12月11日・18日・2015年2月5日・12日・19日） - BSジャパンおよびびわ湖放送でも放送
  - 月〜金お昼のソングショー ひるソン!（2017年10月10日）
- NBC長崎放送テレビ
  - 報道センターNBC（2014年1月7日）
  - あっぷる（2014年5月22日）
- KTNテレビ長崎
  - ミテ☆コレ（2014年7月4日）
  - つきあってKTN（2014年7月5日・6日）
  - ヨジマル!（2015年4月28日）
- 長崎文化放送
  - JUNK BOX（2014年8月28日・2015年2月19日、いずれもコメント出演）
- 日本テレビ
  - PON!（2014年9月5日）
  - ミュージックドラゴン（2015年2月13日）
- チバテレ
  - ONGAX（2015年2月16日）
- BSスカパー!
  - FULL CHORUS 〜音楽は、フルコーラス〜（2016年8月2日・2017年5月30日）
  - スカパー!音楽祭2018（2018年3月14日）
- 新潟総合テレビ
  - Dreaming〜今夢に向かって（2017年1月1日）
- 新潟テレビ21
  - にいがたLive!ナマ＋トク（2017年3月21日）
- BS11
  - あなたが出会った 昭和の名曲（2017年10月26日・2018年1月25日・3月29日）
- 複数局
  - うたなび! #484（2017年7月10日、チューリップテレビ / 11日、ぎふチャン / 12日、テレビ和歌山・KBS京都・南日本放送 / 13日、群馬テレビ・BS12 トゥエルビ・TOKYO MX1 / 16日、北海道文化放送） - ゲスト
  - うたなび! #493（2017年9月11日、チューリップテレビ / 12日、ぎふチャン / 13日、テレビ和歌山・KBS京都・とちぎテレビ・南日本放送 / 13日・14日、群馬テレビ / 14日、BS12 トゥエルビ・TOKYO MX1 / 17日、CBCテレビ・北海道文化放送） - サウンドポート
- 歌謡ポップスチャンネル
  - 「WOWOW PLUS MUSIC -深夜1時の音楽タイム-」（2019年3月27日 - ）

水曜レギュラー：ビタスイのあさひともえみ

### ラジオ

#### レギュラー
- FM PORT ホワイトデースペシャル Bitter & Sweetの恋愛WARS〜酸いも甘いも（2015年3月14日） - 特別番組
- Bitter & SweetのPOP'n Music（2015年4月3日[22] - 2016年9月30日[69]、FM長崎）
- Bitter & SweetのGOLDEN SOUNDay♪（2015年10月4日 - 2020年6月28日、FM PORT）[24]
- Bitter & SweetのTurn Up（2016年9月2日・9日・16日・23日・30日、BSNラジオ） - 9月限定の特別番組（全5回）
- HELLO! DRIVE! -ハロドラ-（2017年5月5日・12日・19日・26日、Radio NEO） - 5月のマンスリーDJ（全4回）
- Lovelys × Bitter & Sweet ラストサマーライブスペシャル!!（2017年8月30日、ラジオ関西） - 特別番組（8月20日に公開録音）
- Fine!!アーティスト水曜日『まことの酸いも甘いも』（2018年4月4日 - 2019年3月27日、TBSラジオ系列）[33] - アシスタント
- 松原健之・Bitter & Sweetの音茶メロらじお（2018年4月7日・8日 - 、南海放送・SBSラジオ・IBCラジオ・NBCラジオ・NBCラジオ佐賀・BSNラジオ）[34]

#### ゲスト
RKBラジオ
- LoVendoЯのらぶおん!（2014年4月12日 #41、19日 #42、8月30日 #61、9月6日 #62、2015年1月24日 #82、31日 #83、11月28日 #126、12月5日 #127、2017年4月1日 #196、8日 #197、6月3日 #205、10日 #206） - #83まではKRYラジオでも2日遅れで放送

長崎NBCラジオ
- 情報コンビニ 午後ゴGO!!（2014年4月25日・5月28日・6月26日・7月28日・10月31日・11月14日・12月25日・2015年2月20日・4月28日）
- まちこさんと岡本くんの土曜はギューッと（2014年9月20日）
- MUSIC KNOCK!（2015年1月10日）

KBCラジオ
- TOGGY's AHEAD!（2014年5月29日）
- VERO②VA（2014年9月20日）

FM長崎
- SPicy Voxxx（2014年6月26日・2015年4月28日、長崎駅前KAMOMEスタジオから公開生放送）
- Lai Lai 〜来来〜（2014年12月9日コメント出演、同月25日生出演）
- Fly-Day Wonder3（2014年4月25日生出演[70]、9月19日生出演[71]、12月12日コメント出演、2月20日生出演）
- simple style -オヒルノオト-「smile select」（2018年2月2日） - コメント

BSNラジオ
- フラッとフライデー（2014年7月25日）
- ゆうWAVE（2014年10月27日、メディアシップ サテライトスタジオより公開生放送）
- 酒井泰彦のMUSIC HOUR! FAREWELL LIVE 2014（2014年12月27日、新潟市BSNラジオ第1スタジオから公開生放送）
- 酒井泰彦のMUSIC HOUR!（2015年2月14日、2017年8月13日）
- BSN夏ラジオ 新潟総アイドル宣言 弾けろパワー!（2015年7月25日、新潟ふるさと村）

FM新潟
- SOUND SPLASH EX（2014年7月25日・9月29日・2017年3月15日）
- 長岡ひとまち アオーレ＋1（プラスワン）〜アオラジ（2014年10月25日、アオーレ長岡から公開生放送）
- 長岡ひとまち アオーレ＋1（プラスワン）〜アオラジ（2015年3月14日）

FM PORT
- four seasons（2014年7月25日・2015年2月18日）
- TOKYO→NIIGATA MUSIC CONVOY〜SATURDAY SPECIAL〜（2014年9月27日、2017年8月19日）
- mint condition（2014年9月29日）

NHKラジオ第1
- 日曜バラエティー（2014年10月19日、【プロ野球クライマックスシリーズ放送のため中止】 / 12月28日、NHKスタジオパークから公開生放送）
- 熱烈プレゼン!投票ラジオ（2015年2月11日）
- ライブハウス・R-1_プラス（2017年8月16日、NHKみんなの広場ふれあいホールから公開生放送）

NHK-FM
- ミュージックライン 寒いったってどうこうなるわけじゃないじゃん?! だったら、あけおめってことで暖かさのアベレージをあげようよ〜!〜スペシャル（2015年1月10日、NHK放送センターラジオスタジオから公開生放送）

FM-FUJI
- RIHO-DELI（2014年3月16日）

ラジオ日本
- 中島早貴のキュートな時間（2014年3月22日・2015年2月14日）
- 峰竜太のミネスタ（2015年1月27日）

ラジオ福島
- スマイル!（2015年2月6日）
- 踊れ!ライブマニア（2015年2月8日）

東海ラジオ放送
- TOKYO UPSIDE STATION（2014年4月9日・9月3日・2015年2月16日）

bay fm
- BAY LINE GO!GO!（2014年9月17日[72]）
- ON8+1（2015年2月3日）

FMヨコハマ
- Startline（2015年2月14日）

ほか

### オンライン
- Bitter & Sweet ROOM（2016年12月2日・2017年3月9日・16日 -、SHOWROOM）[注 23] - レギュラー
- UF LICKS（2013年2月15日 - 2014年5月2日、YouTube） - 田﨑あさひがMCを務めた
- MUSIC+（2014年5月9日 - 2016年1月22日、YouTube） - #48（2015年4月10日）より長谷川萌美がMCを務めた
- アプカミ（2016年1月29日 -、YouTube） - 『MUSIC+』に引き続き#61（2017年3月31日）まで長谷川萌美がMCを務めた
- LoVendoЯのらぶおん!（ラジオ放送の3日後に配信、日付・回数は#ラジオを参照、YouTube） - ゲスト出演
- GREEN ROOM（2015年4月30日 - 2016年1月21日、YouTube） - リハーサル映像など
- 岡田万里奈（LoVendoЯ）・Bitter & Sweetがプチ移住初体験! Vol.1・Vol.2・Vol.3・Vol.4・Vol.5・Vol.6・Vol.7・Vol.8・Vol.9（2016年12月7日・2017年1月3日・27日・30日、全9回、YouTube）[73]
- Bitter & Sweet プチ移住－小田原編－ ①・②・③（2017年10月4日、全3回、YouTube）[74]
- nanaじまんnodoじまんTV（2018年3月19日、LINE LIVE・YouTube）[75][76]
- 映画「北の桜守」吉永小百合、吉澤ひとみ、山木梨沙、小片リサ、Bitter & Sweet登壇ティーチイン（2018年4月4日、LINE LIVE）

### 映画
- 北の桜守（2018年3月10日公開） - 主題歌「花、闌（たけなわ）の時」のコーラスにも参加[77]

### CM
- 新潟味のれん本舗（味のれん CMギャラリー）[28][78]
  - 「母への手紙編」[79]（2016年7月5日 - 8月30日）
  - 「作曲編」[80]（2016年7月5日 - 8月30日）
  - 「突然帰省編」[81]（2016年11月 - 2017年3月）
  - 「父ライブ編」[82]（2016年11月 - 2017年3月）
  - 「バースデー編」[83]（2017年5月 - ）
  - 「アカペラ編」[84][85]（2017年5月 - ）
  - 「おいしさを贈ろう編」[86]（2017年11月 - ）
  - 「大きなおせんべい編」[87]（2017年11月 - ）